# Saint-Jean-de-Gonville
Saint-Jean-de-Gonville ist eine französische Gemeinde im Département Ain in der Region Auvergne-Rhône-Alpes.

## Geographie
Saint-Jean-de-Gonville liegt auf 510 m, etwa 15 Kilometer westlich der Stadt Genf (Luftlinie). Das ehemalige Bauerndorf erstreckt sich im Pays de Gex an aussichtsreicher erhöhter Lage am Fuß des Juras unterhalb des Reculet, am westlichen Rand des Genfer Beckens nahe der Staatsgrenze zur Schweiz.
Die Fläche des 12,36 km² großen Gemeindegebiets umfasst einen Abschnitt des Pays de Gex. Das Gebiet zerfällt in zwei naturräumlich sehr unterschiedliche Teile. Der östliche Teil wird von der fruchtbaren Ebene am Jurafuß eingenommen, die sanft gegen den Jura hin ansteigt. Verschiedene Bäche, die am Jurafuß entspringen, fließen ostwärts zum Allondon und schneiden sich mit mehr oder weniger tiefen Erosionsrinnen in das Plateau ein. Wichtigster Zufluss des Allondon aus dem Gebiet von Saint-Jean-de-Gonville ist der Ruisseau de Roulavaz.
Nach Westen erstreckt sich das Gemeindeareal über den steilen, dicht bewaldeten Hang bis auf den Kamm der vordersten Jurakette. Die Grenze verläuft auf der Krete, die gegen Westen mit einer Felswand steil abfällt. Auf dem südwestlichen Ausläufer des Reculet wird mit 1632 m die höchste Erhebung von Saint-Jean-de-Gonville erreicht. Oberhalb von rund 1400 m befinden sich ausgedehnte Bergweiden, die jedoch auch von typischen Karsterscheinungen wie Dolinen und unwegsamen Karrenfeldern durchsetzt sind. Das zum Hochjura gehörende westliche Gemeindegebiet von Saint-Jean-de-Gonville ist Teil des Parc Naturel Régional du Haut-Jura und des Naturreservats Haute Chaîne du Jura.
Zu Saint-Jean-de-Gonville gehören neben dem ursprünglichen Ort auch verschiedene Dörfer, Weiler und Neubausiedlungen, nämlich:
- Sous-Saint-Jean (478 m) auf dem Plateau unterhalb des Dorfes an der ehemaligen Hauptstraße
- Mornex (521 m) am Jurafuß nördlich des Dorfes
- Choudans (550 m) am Jurafuß westlich des Dorfes

Nachbargemeinden von Saint-Jean-de-Gonville sind Thoiry im Norden, die schweizerische Gemeinde Dardagny im Osten, Péron im Süden und Chézery-Forens im Westen.

## Geschichte
Erstmals urkundlich erwähnt wird Saint-Jean-de-Gonville im Jahr 1213 unter dem Namen Govelles. Im Lauf der Zeit wandelte sich die Schreibweise über Sanctus Johannes de Govelles (1274) und Sen Johant de Govellies (1295) zu Saint Jean de Gonville, das bereits 1355 schriftlich belegt ist. Später erschienen auch die Bezeichnungen Sanctus Johannes Govelliarum (1397), Sanctus Johannes Gonvilliarum (1528) und Sainct Jehan de Gonvilles (1554).
Bereits im 10. Jahrhundert bildete Saint-Jean-de-Gonville eine Pfarrei (Kirche Saint-Jean-Baptiste), die zunächst dem Priorat von Satigny, ab 1095 bis 1536 dem Priorat Saint-Victor in Genf unterstellt war. Die weltliche Herrschaft über das Dorf oblag zunächst den Grafen von Genf, die sie im 12. Jahrhundert den Herren von Gex überließen. Durch Erbe kam das Gebiet an die Familie Joinville, welche eine Burg errichtete und dem Ort im Jahre 1303 gewisse Freiheitsrechte verlieh. Im 14. Jahrhundert kam das Dorf unter die Oberhoheit der Grafen von Savoyen. Danach teilte Saint-Jean-de-Gonville die wechselvolle Geschichte des Pays de Gex, mit dem es nach Abschluss des Vertrages von Lyon 1601 endgültig an Frankreich gelangte. Von 1536 bis 1638 war das Dorf reformiert, danach wurde es rekatholisiert und die ehemalige reformierte Kirche 1662 abgebrochen.

## Bevölkerung
| Jahr                       | 1962 | 1968 | 1975 | 1982 | 1990 | 1999 | 2006 | 2012 | 2021 |
| -------------------------- | ---- | ---- | ---- | ---- | ---- | ---- | ---- | ---- | ---- |
| Einwohner                  | 499  | 591  | 742  | 841  | 1001 | 1182 | 1390 | 1501 | 1988 |
| Quellen: Cassini und INSEE |      |      |      |      |      |      |      |      |      |

Mit 2042 Einwohnern (Stand 1. Januar 2022) gehört Saint-Jean-de-Gonville zu den kleineren Gemeinden des Départements Ain. Seit Mitte der 1960er Jahre wurde ein markantes Bevölkerungswachstum verzeichnet. Seither hat sich die Einwohnerzahl fast verdreifacht. Außerhalb des alten Ortskerns wurden zahlreiche neue Einfamilienhäuser gebaut.

## Sehenswürdigkeiten
Die Pfarrkirche Saint-Jean-Baptiste wurde in der ersten Hälfte des 17. Jahrhunderts erbaut. Im Ortskern sind verschiedene alte Bauernhäuser aus dem 18. und 19. Jahrhundert erhalten.

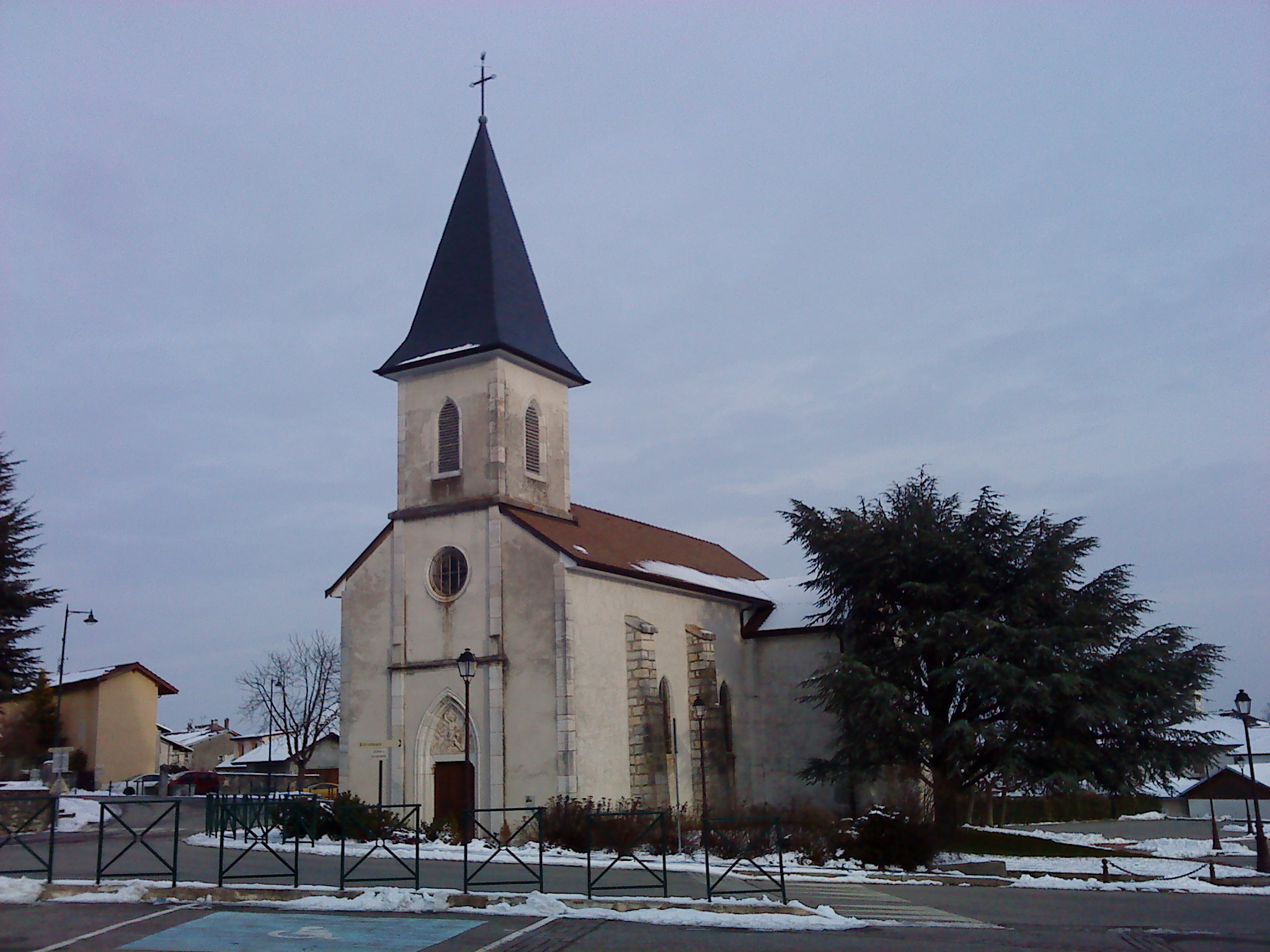
Kirche Saint-Jean-Baptiste
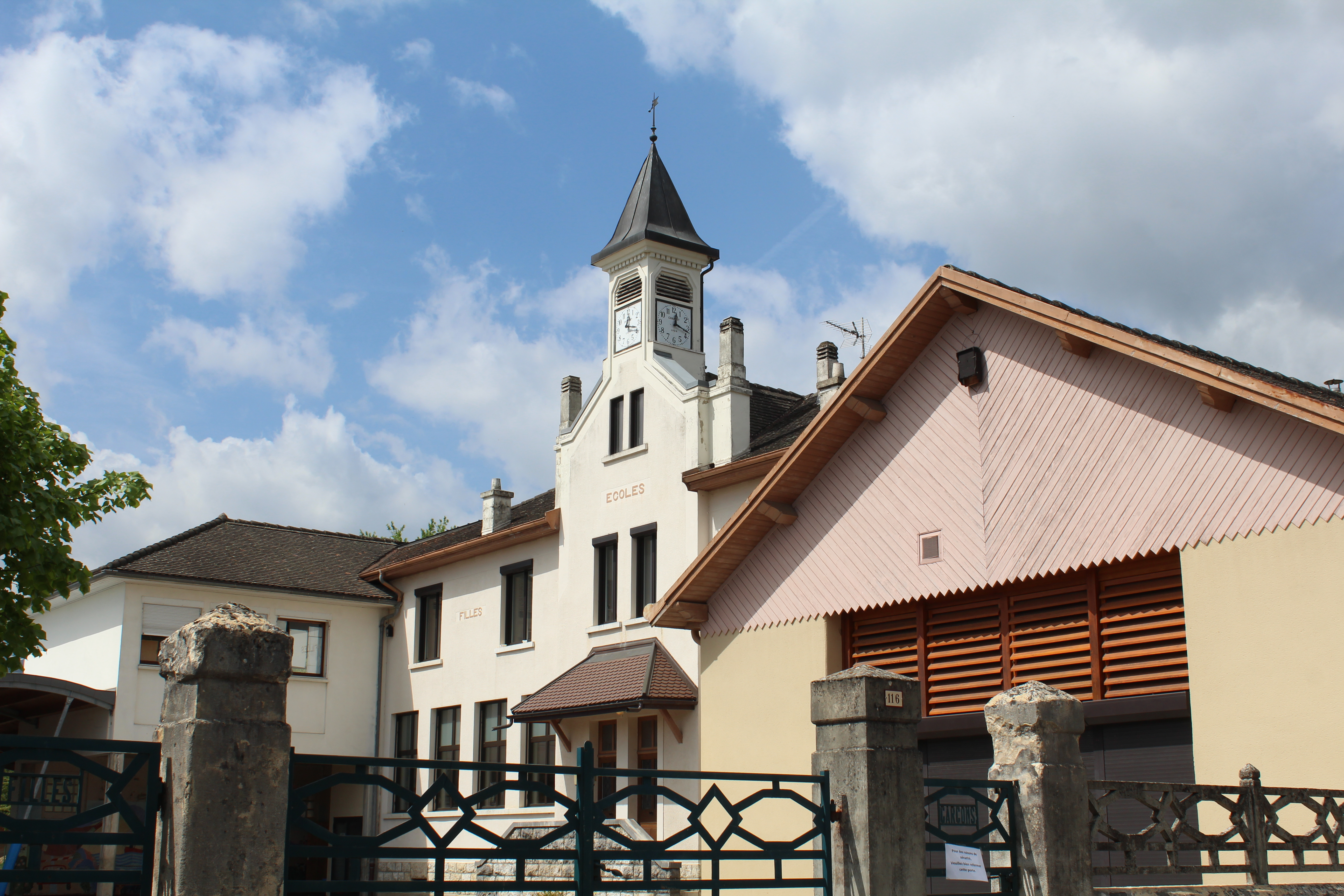
Schule
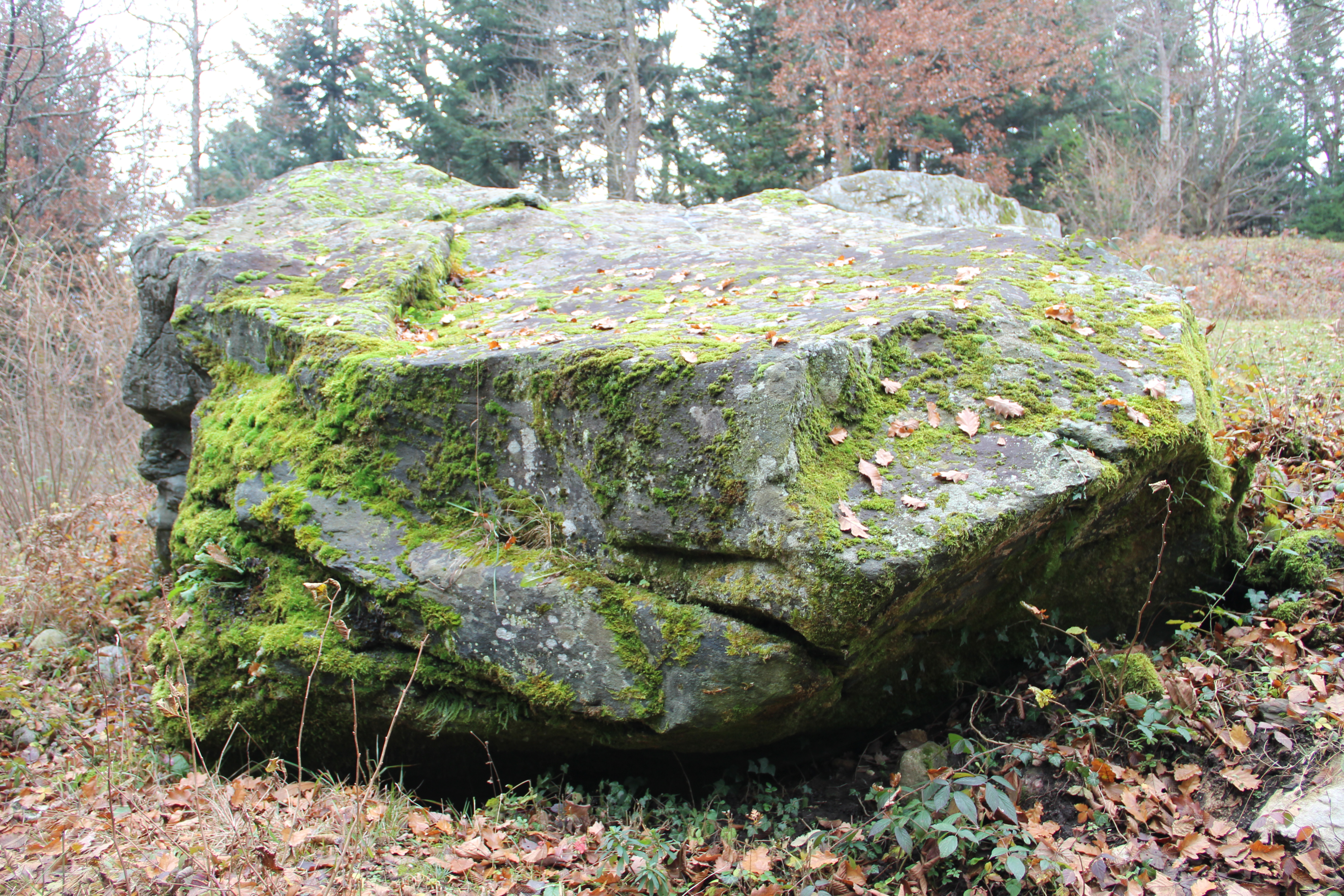
Erratischer Block Pierre du Paray

## Wirtschaft und Infrastruktur
Saint-Jean-de-Gonville war bis weit ins 20. Jahrhundert hinein ein vorwiegend durch die Landwirtschaft geprägtes Dorf. Heute gibt es einige Betriebe des Klein- und Mittelgewerbes. Entlang der Hauptstraße hat sich ein kleines Gewerbe- und Industriegebiet entwickelt. Mittlerweile hat sich das Dorf auch zu einer Wohngemeinde gewandelt. Zahlreiche Erwerbstätige sind Wegpendler, die in den größeren Ortschaften des Pays de Gex oder als Grenzgänger in der Agglomeration Genf arbeiten.
Die Ortschaft liegt abseits der größeren Durchgangsstraßen an einer Verbindungsstraße, die von Péron entlang dem Jurafuß nach Crozet führt. Die Hauptstraße D984 durch das Pays de Gex, welche heute zu einer vierspurigen Schnellstraße ausgebaut ist, umfährt Saint-Jean-de-Gonville im Südosten. Eine weitere Straßenverbindung besteht mit Dardagny. Die einstige Bahnlinie, die von Bellegarde-sur-Valserine nach Divonne-les-Bains führte und auch Saint-Jean-de-Gonville bediente, wurde stillgelegt. An ihrer Stelle verkehrt heute eine Buslinie.